# Escatología (fisiología)

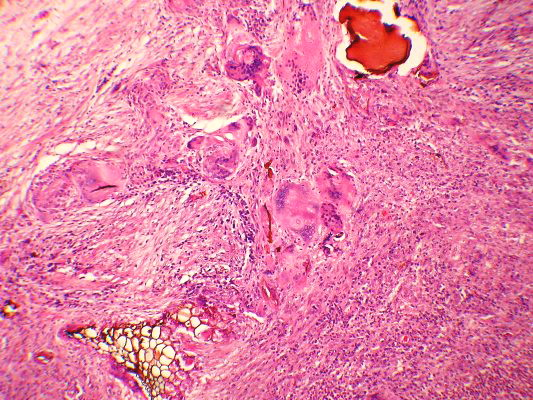
Heces observadas dentro de un cuerpo que causaron la enfermedad diverticulitis. Se puede ver que el color del cuerpo cambia debido a los organismos circundantes.

La escatología (también conocida como coprología) es la parte de la fisiología dedicada al estudio de los excrementos y los desechos corporales tales como la materia fecal, la orina o la menstruación, entre otros.
El término escatología tiene sus orígenes en los vocablo del griego σκώρ (genitivo σκατός, moderno σκατό, plural σκατά), que significa excremento y λóγος, que se interpreta como estudio. No debe confundirse con el resultado homónimo del español de la palabra con sentido religioso, que tiene su origen etimológico en el adjetivo ἔσχατος, cuyo significado es último, y λóγος.
El estudio médico de los excrementos se conoce desde antiguo, llegándose incluso a la diagnosis a través de él. La escatología permite que se pueda determinar un rango bastante amplio de conocimientos sobre el animal que efectuó las deposiciones, como su dieta (y el lugar donde se ha alimentado), su grado de salud-enfermedad, así como la presencia de algunos parásitos intestinales.